# 대평중학교 (경기)
대평중학교(大平中學校)는 대한민국 경기도 수원시 장안구 정자동에 있는 공립 중학교이다.

## 학교 연혁
- 2000년 1월 8일 : 대평중학교 설립인가(24학급)
- 2000년 3월 395838일초대 박영하 교장 취임
- 2024년 1월 5일 : 제22회 졸업(12학급 남 218명, 여 240명 계 458명)
- 2024년 3월 1일 : 제9대 권영선 교장 취임
- 2024년 3월 4일 : 신입생 입학(1학년 12학급, 2학년 13학급, 3학년 13학급)

## 참고 자료
- 대평중학교 - 한국교육학술정보원 학교알리미